# Rexhep Qosja
Rexhep Qosja (* 25. Juni 1936 in Vusanje bei Gusinje, Königreich Jugoslawien, heute Montenegro) ist ein kosovo-albanischer Schriftsteller, Literatur- und Kulturwissenschaftler.

## Leben
Rexhep Qosja studierte Albanologie an der Universität Pristina, wo er anschließend 1971 promovierte. Nach der Promotion wurde er dort Leiter des Instituts für Albanologie, die er bis 1981 innehatte. Heute ist er Mitglied der Akademie der Wissenschaften und Künste des Kosovo.
Rexhep Qosja verfasste zahlreiche Essays, Gedichte und Erzählungen. In vielen seiner Werke widmet er sich nationalen und politischen Fragen. Sein Roman In solchen Augen liegt der Tod wird zu den herausragenden Werken der albanischen Gegenwartsliteratur gezählt.
Während der 1990er engagierte sich Qosja in der Liga für Menschenrechte und in der Verteidigung gegen anti-albanische Aktionen der Serben in Kosovo. Seit dieser Zeit spricht er sich auch für die Bildung eines albanischen Staates aus, der das gesamte albanische Siedlungsgebiet umfassen soll. In jüngster Zeit hat bei den Albanern seine Kontroverse mit dem Schriftsteller Ismail Kadare über die kulturelle Identität des albanischen Volkes für Aufmerksamkeit gesorgt. Während Kadare die Albaner für eine ausschließlich westliche Nation hält und den Islam als un-albanisch charakterisierte, vertritt Qosja einen integrativen Standpunkt. Die Albaner seien gleichermaßen von den Traditionen des Westens und des Orients geprägt. Heute lebt Qosja in Pristina.

## Werke
- Vdekja më vjen prej syve të tillë (1974), dt. In solchen Augen liegt der Tod. Aus dem Albanischen von Joachim Röhm. Innsbruck 1995, ISBN 3-85218-200-X
- Strategjia e bashkimit kombëtar (Strategie zur nationalen Einheit, 1992)
- Çështja shqiptare: Historia dhe politika (Die Lage der Albaner. Geschichte und Politik, 1994)
- Fjalor demokratik (Demokratisches Wörterbuch, 1997)
- Një dashuri dhe shtatë faje (Roman, 2001)